# Павлица, Иван
Иван Павлица (сербохорв. Ivan Pavlica; род. 17 марта 1945, Югославия) — югославский футболист, нападающий.

## Карьера

### Клубная карьера
Во взрослом футболе дебютировал в 1964 году в клубе «Трешневка», где отыграл два сезона, после чего ненадолго перешёл в «Загреб».
В 1968 году стал выступать за «Хайдук» (Сплит). Вместе с командой в сезоне 1970/71 стал чемпионом Югославии, а уже в следующем сезоне клуб одержал победу в финале национального кубка. Всего в составе клуба принял участие в 104 матчах, забив 24 гола.
Завершил карьеру футболиста в 1973 году во французском клубе «Мец», за который выступал на протяжении менее чем одного сезона, сыграв в пяти матчах.

### Карьера в сборной
В феврале 1969 года провёл свой единственный матч в составе национальной сборной Югославии в товарищеской игре против команды Швеции.

## Достижения
«Хайдук» (Сплит)
- Чемпион Югославии: 1970/71
- Обладатель Кубка Югославии: 1971/72